# Dzifa Gomashie
Ablah Dzifa Gomashie, née le 25 juillet 1965 à Accra, est une actrice, productrice, scénariste et femme politique ghanéenne. Elle est reine-mère dans la zone traditionnelle d'Aflao.
Elle est vice-ministre du Tourisme de 2013 à 2017 pendant le premier mandat du président John Mahama (en) et ministre sectorielle du gouvernement Mahama à partir de 2025. (en).

## Origines et études
Gomashie naît à Accra de M. Patrick Dotse Gomashie et Helen Gomashie. Elle est originaire d'Aflao dans la région de la Volta et est née le 25 juillet 1965. 
Elle a fait ses études secondaires au lycée St. Louis de Kumasi, puis a poursuivi ses études à l'université du Ghana, où elle a obtenu un diplôme en arts du théâtre, une licence en gestion du théâtre et un MPhil en études africaines de l'Institut d'études africaines,,.

## Carrière
Gomashie a commencé sa carrière d'actrice en 1985 lorsqu'elle a rejoint la Talents Theatre Company. Elle a joué dans des pièces comme Black Star, Mambo, Chaka the Zulu, Jogolo et The Third Woman. Elle a également joué dans plusieurs films, notamment : Ghost Tears, House of Pain, Heart of Gold et un certain nombre de productions étudiantes du National Arts NAFTI. Elle est également scénariste et a écrit et produit « By The Fire Side (en) », un programme de GTV qui utilisait la narration pour encourager les enfants à lire davantage et à développer leurs compétences en lecture, mais qui est actuellement en attente en raison du manque de sponsors.

## Politique
En 2013, elle a été nommée vice-ministre du Tourisme, des Arts et de la Culture par le président John Dramani Mahama, poste qu'elle a occupé jusqu'à ce que son parti, le NDC, perde les élections et passe le relais au gouvernement suivant en 2017.

### Élections générales de 2020
Le 24 août 2019, elle s'est présentée aux primaires du Congrès national démocratique (Ghana) et a remporté la candidature pour représenter la circonscription de Ketu Sud (en) sur la liste du Congrès national démocratique (NDC) aux élections de 2020 avec 586 voix tandis que les autres candidats, Foga Nukunu, Joseph Nyavi et Nicholas Worklatsi ont perdu avec respectivement 555, 294 et 302 voix,,.
Lors des élections générales ghanéennes de 2020, elle a remporté la circonscription de Ketu Sud (circonscription du parlement du Ghana) (en) pour le Congrès national démocratique (Ghana) avec 84 664 voix, battant le candidat du Nouveau Parti patriotique, David Quarshie, qui a recueilli 14 904 voix, faisant d'elle la première femme députée de la circonscription,.

### Élections générales de 2024
En mai 2023, elle s'est présentée aux primaires du Congrès national démocratique (Ghana) et a gagné avec 1 545 voix pour conserver la candidature parlementaire du NDC,,.
Lors des élections de décembre 2024, elle a été réélue députée de la circonscription de Ketu Sud, remportant ainsi son deuxième mandat consécutif. Elle a reçu 78 902 voix, soit 92,9 % du total des votes exprimés. Ce résultat reflète un soutien important de la part de la circonscription,.
En janvier 2025, elle a été nommée par le Président au poste de ministre du Tourisme, de la Culture et des Arts créatifs.
S'adressant à la commission des nominations du Parlement, Dzifa Gomashie a déploré l'insuffisance des infrastructures nécessaires pour répondre à la demande nationale et internationale de l'industrie du tourisme.

### Comités
Gomashie est membre du Comité de stratégie de réduction de la pauvreté et également membre du Comité du commerce, de l'industrie et du tourisme.

## Vie personnelle
Gomashie était mariée à feu Martin KG Ahiaglo. Le couple n'a pas eu d'enfant ensemble. Dzifa avait un fils d'une relation précédente,,. Elle est chrétienne.

## Honneur
Elle a été honorée par les organisateurs des 3Music Awards (en) pour sa réussite dans l'industrie du divertissement au Ghana.